# Бриё, Эжен
Эжен Бриё (фр. Eugène Brieux; 19 января 1858, Париж — 1932) — французский драматург; член Французской академии.

## Биография
Эжен Бриё родился 19 января 1858 года в Париже.
В 1879 году появилась его первая пьеса — комедия «Bernard Palissy». После перерыва в десять лет и занятий журналистикой Бриё регулярно выступал с новыми пьесами, пользовавшимися большим успехом как во Франции, так и за её пределами.
В 1909 году был избран членом Французской академии.
Эжен Бриё умер 6 декабря 1932 года в Ницце.

## Творчество
Эжен Бриё — типичный представитель тенденциозной драмы и комедии. Недостатки существующих общественных отношений, законодательства («Право, основанное на кодексе — почти то же самое, что несправедливость и жестокость», — говорит он в одном ив своих произведений), семейного быта, политических нравов, науки довольно ярко отражаются в его пьесах. Он не придерживается радикальных воззрений, в иных случаях как бы симпатизирует «доброму старому времени» и прежнему складу жизни, но всегда является сторонником гуманных взглядов, справедливости, вдумчивого отношения к жизни, борьбы с фальшью и лицемерием. В своих взглядах на брак и развод он не является таким ярым феминистом, как, например, Поль Эрвье, и считает, в частности, развод безусловно недопустимым в том случае, когда есть дети.
В «Blanchette» (1892) он обыгрывает вопрос о народном образовании, вместе с обрисовкою деревенского быта; в «L’engrenage» (1894) затронуты недостатки всеобщей подачи голосов; «Les bienfaiteurs» (1896) — сатира на ложно понятую, бесполезную или неискреннюю благотворительность; в «L’évasion» (1896) Бриё касается вредного влияния на умы доведенной до крайностей теории наследственности. Его «Колыбель» («Le berceau», 1899) посвящена вопросу о разводе; «Красная мантия» («La robe rouge») содержит в себе резкую критику современного французского суда, отчасти навеянную «Воскресением» графа Льва Толстого; «Заместительницы» («Les remplaçantes») направлены против обыкновения многих матерей поручать вскармливание детей наемным кормилицам. Много шума наделала пьеса Б. «Les avariés» (1902), запрещенная парижскою театральною цензурою, которая нашла её безнравственною и циничною, хотя автор и на этот раз был одушевлен самыми лучшими намерениями: он желал показать на отдельных примерах гибельные последствия распространения сифилиса. Многие его пьесы были переведены на русский язык.